# Primer Gobierno Löfven
El Primer Gobierno Löfven (léase lee-vên) fue formado a partir de las elecciones legislativas de 2014, que dieron el triunfo a la coalición de socialdemócratas y verdes. En efecto, los partidos verde-rojos (de centro-izquierda) obtuvieron 158 escaños, y consiguieron superar a la Alianza por Suecia (de centro-derecha), que alcanzó 142 asientos. Los Demócratas Suecos, de centro, consiguieron 49 escaños, pero quedaron fuera de las hipótesis de participación en cualquier gobierno. Este gobierno minoritario es una coalición verde-roja reuniendo al Partido Socialdemócrata, de centro-izquierda, y al Partido Verde, ecologista.
| Gobierno       | Primer ministro | Partidos                              | Ideología                   |
| -------------- | --------------- | ------------------------------------- | --------------------------- |
| Governo Löfven | Stefan Löfven   | Partido Socialdemócrata Partido Verde | Socialdemocracia Ecologismo |

El Primer Gobierno Löfven tomó posesión el 3 de octubre de 2014.
El 2 de diciembre, la propuesta de Presupuesto del Gobierno Löfven fue derrotada en el Parlamento con el voto en contra de la oposición, protagonizada por la Alianza de centro-derecha y apoyada por el Partido de los Demócratas Suecos, de extrema derecha. El 3 de diciembre, Stefan Löfven convocó nuevas Elecciones parlamentarias extraordinarias en marzo de 2015.
La Crisis Gubernamental de 2014 - Regeringskrisen 2014 - fue finalmente resuelta a través del Acuerdo de Diciembre - Decemberöverenskommelsen - anunciado conjuntamente el 27 de diciembre por los dos partidos del gobierno y por los cuatro partidos de la oposición, incluida la Alianza, por el cual la oposición se abstuvo de votar contra la propuesta de presupuesto del Gobierno . Este acuerdo fue suscrito por los partidos siguientes: Partido Socialdemócrata, Partido Verde,  Partido Moderado, Partido Popular Liberal, Partido del Centro y Partido Demócrata-Cristiano.
La Crisis del Sistema de Información de la Dirección-General de los Transportes llevó a una remodelación del gobierno el 27 de julio de 2017, habiendo dejado el gabinete 3 ministros, 2 ministros cambiaron de funciones y se nombraron 2 nuevos ministros.

## Composición del Gobierno
Leyenda de colores
     Partido Socialdemócrata
     Partido Verde
| Ministerio                                            | Titular | Titular | Titular                  | Partido |
| ----------------------------------------------------- | ------- | ------- | ------------------------ | ------- |
| Primer ministro                                       |         |         | Stefan Löfven            | SAP     |
| Vice primera ministra Medio Ambiente                  |         |         | Åsa Romson               | Verde   |
| Desarrollo estratégico y cooperación nórdica          |         |         | Kristina Persson         | SAP     |
| Justicia                                              |         |         | Morgan Johansson         | SAP     |
| Interior                                              |         |         | Anders Ygeman            | SAP     |
| Asuntos Exteriores                                    |         |         | Margot Wallström         | SAP     |
| Cooperación Internacional                             |         |         | Isabella Lövin           | Verde   |
| Defensa                                               |         |         | Peter Hultqvist          | SAP     |
| Protección Social                                     |         |         | Annika Strandhäll        | SAP     |
| Salud y deporte                                       |         |         | Gabriel Wikström         | SAP     |
| Juventud, Vejez e Igualdad                            |         |         | Åsa Regnér               | SAP     |
| Finanzas                                              |         |         | Magdalena Andersson      | SAP     |
| Mercados financieros y Consumo                        |         |         | Per Bolund               | Verde   |
| Administración Pública                                |         |         | Ardalan Shekarabi        | SAP     |
| Educación                                             |         |         | Gustav Fridolin          | Verde   |
| Educación secundaria Educación de adultos y formación |         |         | Aida Hadžialić           | SAP     |
| Educación superior e Investigación                    |         |         | Helene Hellmark Knutsson | SAP     |
| Energía                                               |         |         | Ibrahim Baylan           | SAP     |
| Empresa e innovación                                  |         |         | Mikael Damberg           | SAP     |
| Urbanismo y desarrollo rural                          |         |         | Mehmet Kaplan            | Verde   |
| Infraestructuras                                      |         |         | Anna Johansson           | SAP     |
| Agricultura y Asuntos rurales                         |         |         | Sven-Erik Bucht          | SAP     |
| Cultura y democracia                                  |         |         | Alice Bah Kuhnke         | Verde   |
| Trabajo                                               |         |         | Ylva Johansson           | SAP     |